# Cobrieux
Cobrieux est une commune française située dans le département du Nord, en région Hauts-de-France.

## Géographie
Au sud de Cysoing. Sur un petit ruisseau qui se jette dans la Marque.

### Communes limitrophes
| Cysoing | Bourghelles |         |
|         | Cobrieux    | Bachy   |
|         | Genech      | Mouchin |

### Hydrographie

#### Réseau hydrographique
La commune est située dans le bassin Artois-Picardie. Elle est drainée par la Bertellerie et la Gare,,.

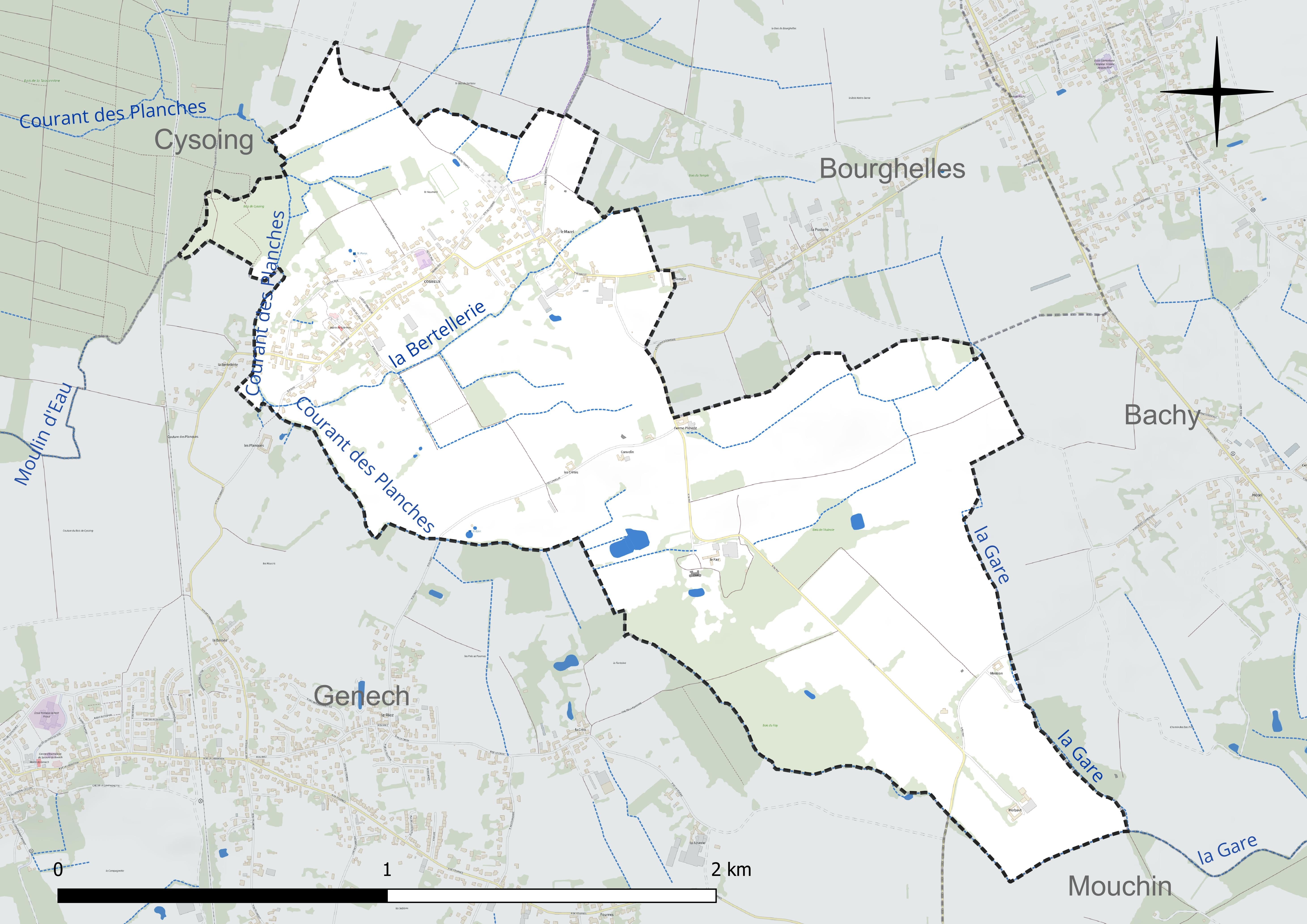
Réseau hydrographique de Cobrieux.

#### Gestion et qualité des eaux
Le territoire communal est couvert par le schéma d'aménagement et de gestion des eaux (SAGE) « Marque Deûle ». Ce document de planification concerne un territoire de 1 120 km2 de superficie, délimité par les bassins versants de la Marque et de la Deûle, formant une vaste cuvette sédimentaire de 40 km de long et de 25 km de large, où la pente est très faible. Le périmètre a été arrêté le 2 décembre 2005 et le SAGE proprement dit a été approuvé le 9 mars 2020. La structure porteuse de l'élaboration et de la mise en œuvre est la Métropole européenne de Lille. 
La qualité des cours d'eau peut être consultée sur un site dédié géré par les agences de l'eau et l'Agence française pour la biodiversité. 

### Climat
Pour des articles plus généraux, voir Climat des Hauts-de-France et Climat du Nord.
En 2010, le climat de la commune est de type climat océanique dégradé des plaines du Centre et du Nord, selon une étude du CNRS s'appuyant sur une série de données couvrant la période 1971-2000. En 2020, Météo-France publie une typologie des climats de la France métropolitaine dans laquelle la commune est exposée à un climat océanique et est dans la région climatique  Nord-est du bassin Parisien, caractérisée par un ensoleillement médiocre, une pluviométrie moyenne régulièrement répartie au cours de l'année et un hiver froid (3 °C). 
Pour la période 1971-2000, la température annuelle moyenne est de 10,5 °C, avec une amplitude thermique annuelle de 14,7 °C. Le cumul annuel moyen de précipitations est de 702 mm, avec 11,6 jours de précipitations en janvier et 8,9 jours en juillet. Pour la période 1991-2020, la température moyenne annuelle observée sur la station météorologique la plus proche, située sur la commune de Cappelle-en-Pévèle à 5 km à vol d'oiseau, est de 11,1 °C et le cumul annuel moyen de précipitations est de 736,6 mm,. Pour l'avenir, les paramètres climatiques de la commune estimés pour 2050 selon différents scénarios d'émission de gaz à effet de serre sont consultables sur un site dédié publié par Météo-France en novembre 2022.

## Urbanisme

### Typologie
Au 1er janvier 2024, Cobrieux est catégorisée commune rurale à habitat dispersé, selon la nouvelle grille communale de densité à sept niveaux définie par l'Insee en 2022.
Elle appartient à l'unité urbaine de Bachy, une agglomération intra-départementale regroupant trois  communes, dont elle est une commune de la banlieue,,. Par ailleurs la commune fait partie de l'aire d'attraction de Lille (partie française), dont elle est une commune de la couronne,. Cette aire, qui regroupe 201 communes, est catégorisée dans les aires de 700 000 habitants ou plus (hors Paris),.

### Occupation des sols
L'occupation des sols de la commune, telle qu'elle ressort de la base de données européenne d'occupation biophysique des sols Corine Land Cover (CLC), est marquée par l'importance des territoires agricoles (78,2 % en 2018), en augmentation par rapport à 1990 (77 %). La répartition détaillée en 2018 est la suivante : 
terres arables (50,1 %), prairies (28,1 %), zones urbanisées (11 %), forêts (10,8 %). L'évolution de l'occupation des sols de la commune et de ses infrastructures peut être observée sur les différentes représentations cartographiques du territoire : la carte de Cassini (XVIIIe siècle), la carte d'état-major (1820-1866) et les cartes ou photos aériennes de l'IGN pour la période actuelle (1950 à aujourd'hui).

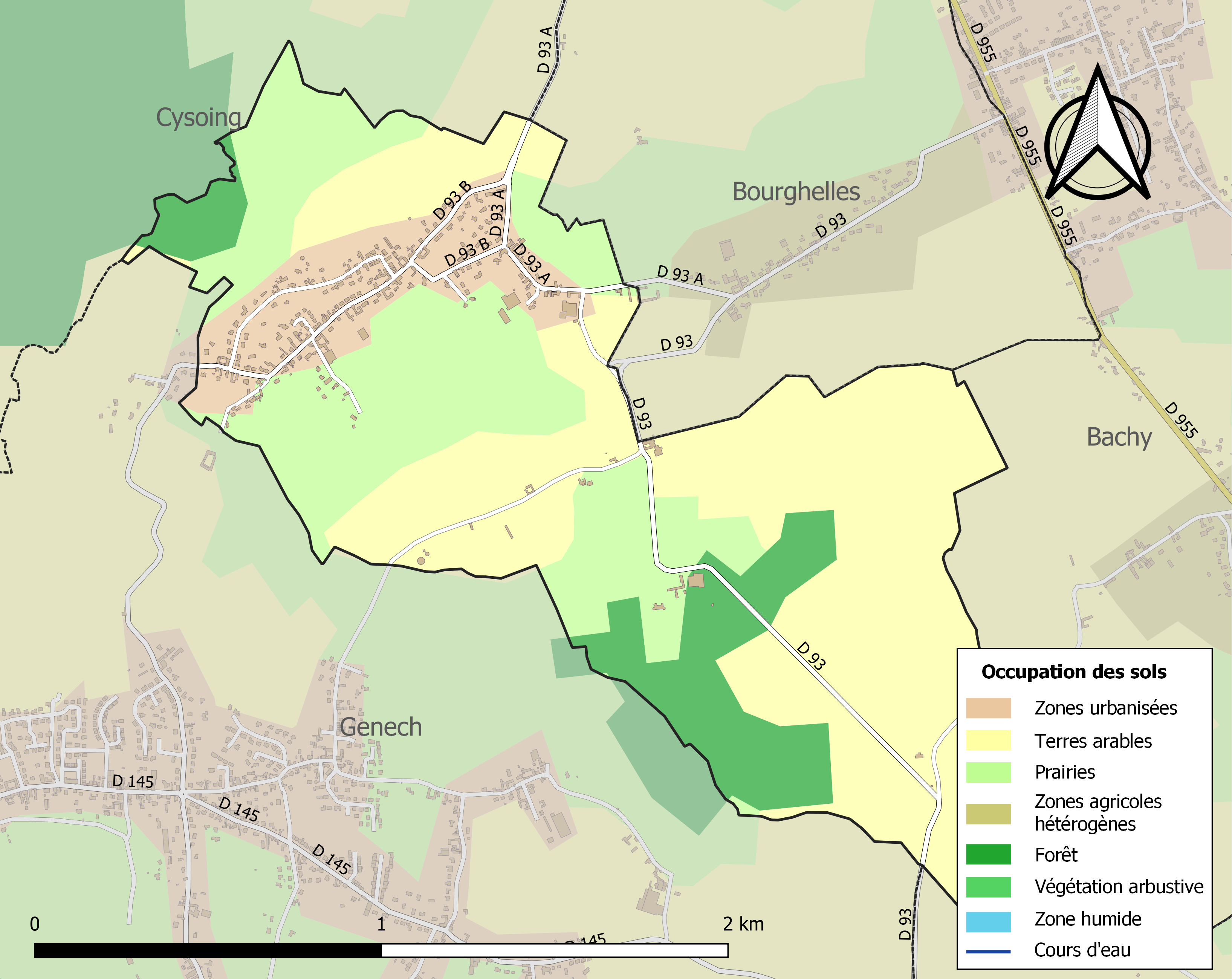
Carte des infrastructures et de l'occupation des sols de la commune en 2018 (CLC).

## Toponymie
La « courbe du ruisseau ».

## Histoire
Autrefois, Cobrieux était le siège d'une commanderie de Malte, nommée de Haute-Avesnes. Elle consistait en la 
seigneurie, en une maison occupée par le commandeur, et une petite église dite le Temple. La maison n'existe plus. Les archives de la commune contiennent des documents sur cette commanderie.

## Héraldique
|  | Les armes de Cobrieux se blasonnent ainsi :« D'argent, au chevron de gueules, accompagné de trois croissants de sable. » |

## Politique et administration

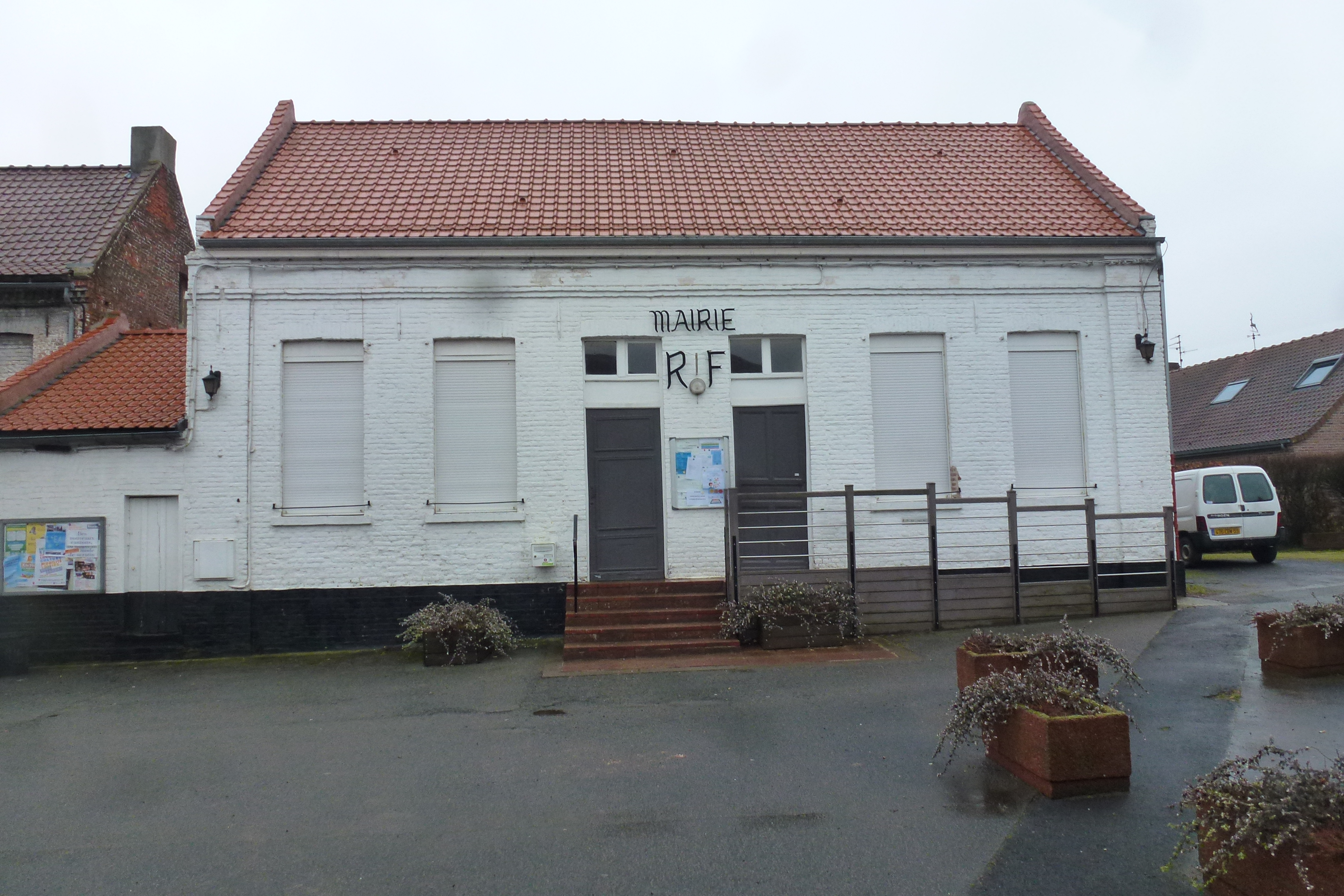
La mairie de Cobrieux.

### Liste des maires
- Maire en 1802-1803 : M. J. Ras[19].
- Maire en 1807-1808 : Demortagne[20]'[21].
- Maire en 1881 : Grulois[22].
- Ludovic Rempteaux démissionne en décembre 2012 car il ne voulait pas cautionner l'expropriation d'habitants pour construire un lotissement. Il quitte le conseil municipal. C'est son premier adjoint, Jean Delattre, qui devient maire en janvier 2013 et qui est réélu lors des municipales de mars 2014.
- Aimé Crinquette était maire en 1981. (réf. JO du 15 avril 1981).
- Aimé Leroy était maire en 1988. (réf. JO du 12 avril 1988), et en 1995 (réf. JO du 12 avril 1995).

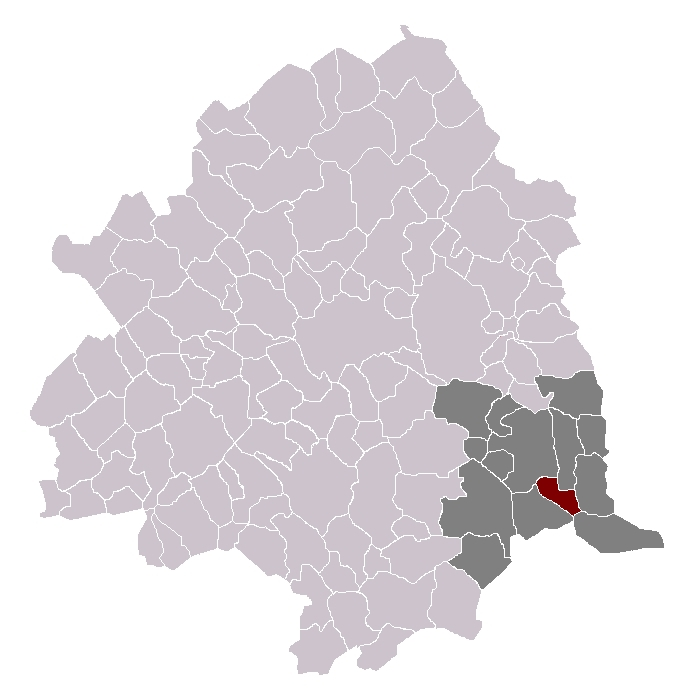
Cobrieux dans son canton et son arrondissement

| Identité                                    | Période      | Période                   | Durée                     | Étiquette     |
| Identité                                    | Début        | Fin                       | Durée                     | Étiquette     |
| ------------------------------------------- | ------------ | ------------------------- | ------------------------- | ------------- |
| Christel Duborper (d),                      | mars 2001    | mars 2008                 | 7 ans                     | divers droite |
| Ludovic Rempteaux (d)                       | mars 2008    | décembre 2012 (démission) | 4 ans et 9 mois           |               |
| Jean Delattre (d), (né le 23 novembre 1951) | janvier 2013 | mai 2020                  | 7 ans et 4 mois           |               |
| Patrick Lemaire (d) (né le 8 janvier 1959)  | 23 mai 2020  | En cours                  | 4 ans, 10 mois et 3 jours |               |

### Instances judiciaires et administratives
La commune relève du tribunal d'instance de Lille, du tribunal de grande instance de Lille, de la cour d'appel de Douai, du tribunal pour enfants de Lille, du tribunal de commerce de Tourcoing, du tribunal administratif de Lille et de la cour administrative d'appel de Douai.

## Population et société

### Démographie

#### Évolution démographique
L'évolution du nombre d'habitants est connue à travers les recensements de la population effectués dans la commune depuis 1793. Pour les communes de moins de 10 000 habitants, une enquête de recensement portant sur toute la population est réalisée tous les cinq ans, les populations de référence des années intermédiaires étant quant à elles estimées par interpolation ou extrapolation. Pour la commune, le premier recensement exhaustif entrant dans le cadre du nouveau dispositif a été réalisé en 2006.

En 2022, la commune comptait 553 habitants, en évolution de +5,33 % par rapport à 2016 (Nord : +0,51 %, France hors Mayotte : +2,11 %).
| 1793 | 1800 | 1806 | 1821 | 1831 | 1836 | 1841 | 1846 | 1851 |
| ---- | ---- | ---- | ---- | ---- | ---- | ---- | ---- | ---- |
| 360  | 313  | 365  | 375  | 378  | 409  | 416  | 482  | 471  |

| 1856 | 1861 | 1866 | 1872 | 1876 | 1881 | 1886 | 1891 | 1896 |
| ---- | ---- | ---- | ---- | ---- | ---- | ---- | ---- | ---- |
| 444  | 461  | 433  | 412  | 434  | 414  | 398  | 425  | 423  |

| 1901 | 1906 | 1911 | 1921 | 1926 | 1931 | 1936 | 1946 | 1954 |
| ---- | ---- | ---- | ---- | ---- | ---- | ---- | ---- | ---- |
| 408  | 372  | 334  | 307  | 301  | 278  | 305  | 262  | 290  |

| 1962 | 1968 | 1975 | 1982 | 1990 | 1999 | 2006 | 2011 | 2016 |
| ---- | ---- | ---- | ---- | ---- | ---- | ---- | ---- | ---- |
| 299  | 296  | 305  | 338  | 461  | 518  | 519  | 526  | 525  |

| 2021 | 2022 | - | - | - | - | - | - | - |
| ---- | ---- | - | - | - | - | - | - | - |
| 544  | 553  | - | - | - | - | - | - | - |

#### Pyramide des âges
La population de la commune est relativement jeune.
En 2018, le taux de personnes d'un âge inférieur à 30 ans s'élève à 30,0 %, soit en dessous de la moyenne départementale (39,5 %). À l'inverse, le taux de personnes d'âge supérieur à 60 ans est de 25,8 % la même année, alors qu'il est de 22,5 % au niveau départemental.
En 2018, la commune comptait 243 hommes pour 286 femmes, soit un taux de 54,06 % de femmes, largement supérieur au taux départemental (51,77 %).
Les pyramides des âges de la commune et du département s'établissent comme suit.
| Hommes | Classe d’âge | Femmes |
| ------ | ------------ | ------ |
| 0,4    | 90 ou +      | 1,9    |
| 3,5    | 75-89 ans    | 4,9    |
| 21,7   | 60-74 ans    | 19,2   |
| 27,4   | 45-59 ans    | 25,6   |
| 18,3   | 30-44 ans    | 17,3   |
| 13,4   | 15-29 ans    | 10,8   |
| 15,3   | 0-14 ans     | 20,3   |

| Hommes | Classe d’âge | Femmes |
| ------ | ------------ | ------ |
| 0,5    | 90 ou +      | 1,4    |
| 5,3    | 75-89 ans    | 8,1    |
| 14,8   | 60-74 ans    | 16,2   |
| 19,1   | 45-59 ans    | 18,4   |
| 19,5   | 30-44 ans    | 18,7   |
| 20,7   | 15-29 ans    | 19,1   |
| 20,2   | 0-14 ans     | 18     |

## Lieux et monuments
- Monument aux morts[34]
- L'arbre de la Liberté
- Église Saint-Amand
- Ferme du Temple, dont la tour d'entrée armoriée, aux armes du dernier commandeur François de la Rue[35], est abattue en 2000[36]

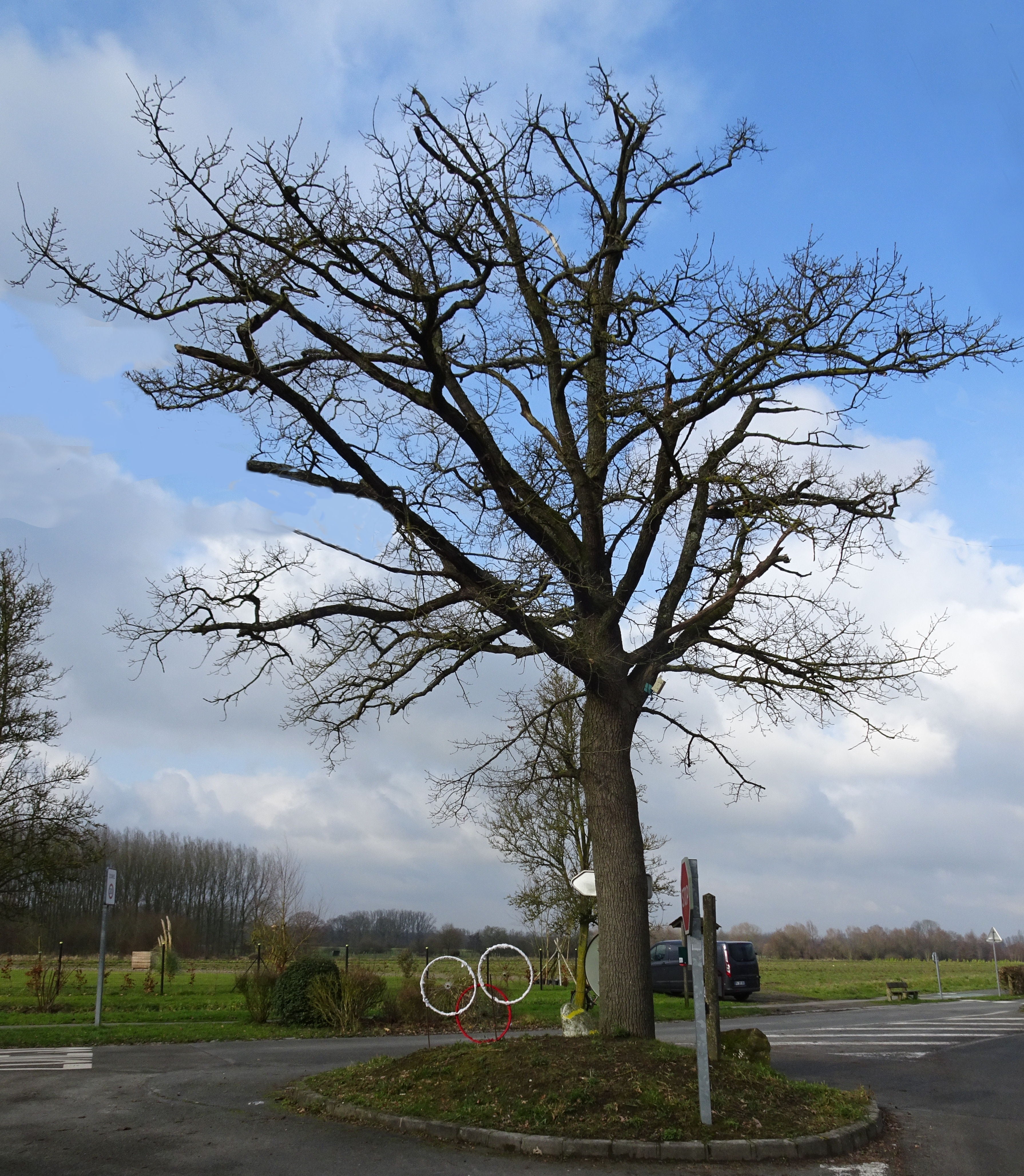
Cobrieux L'arbre de la liberté, lieu‐dit Le Mazet
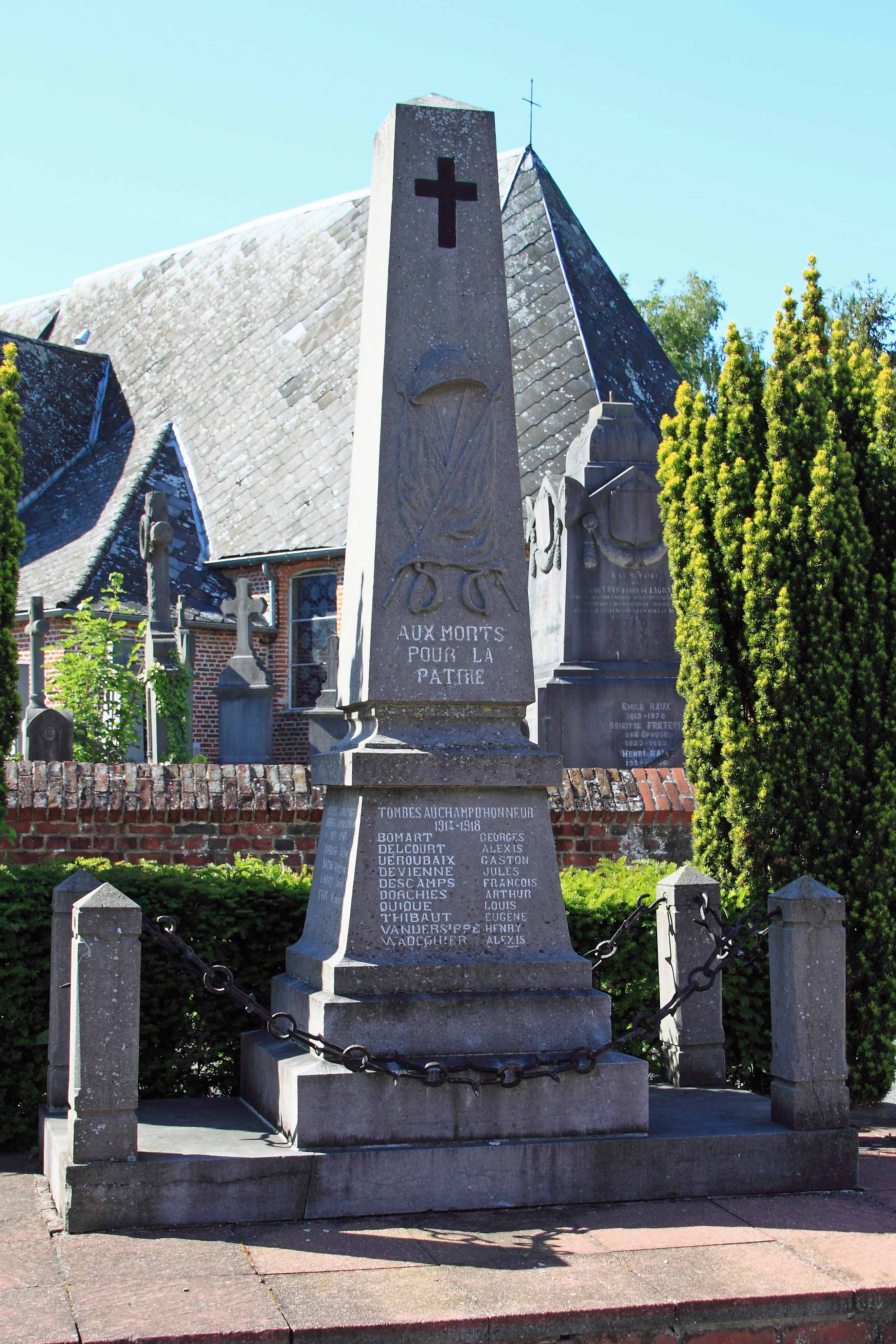
Le monument aux Morts
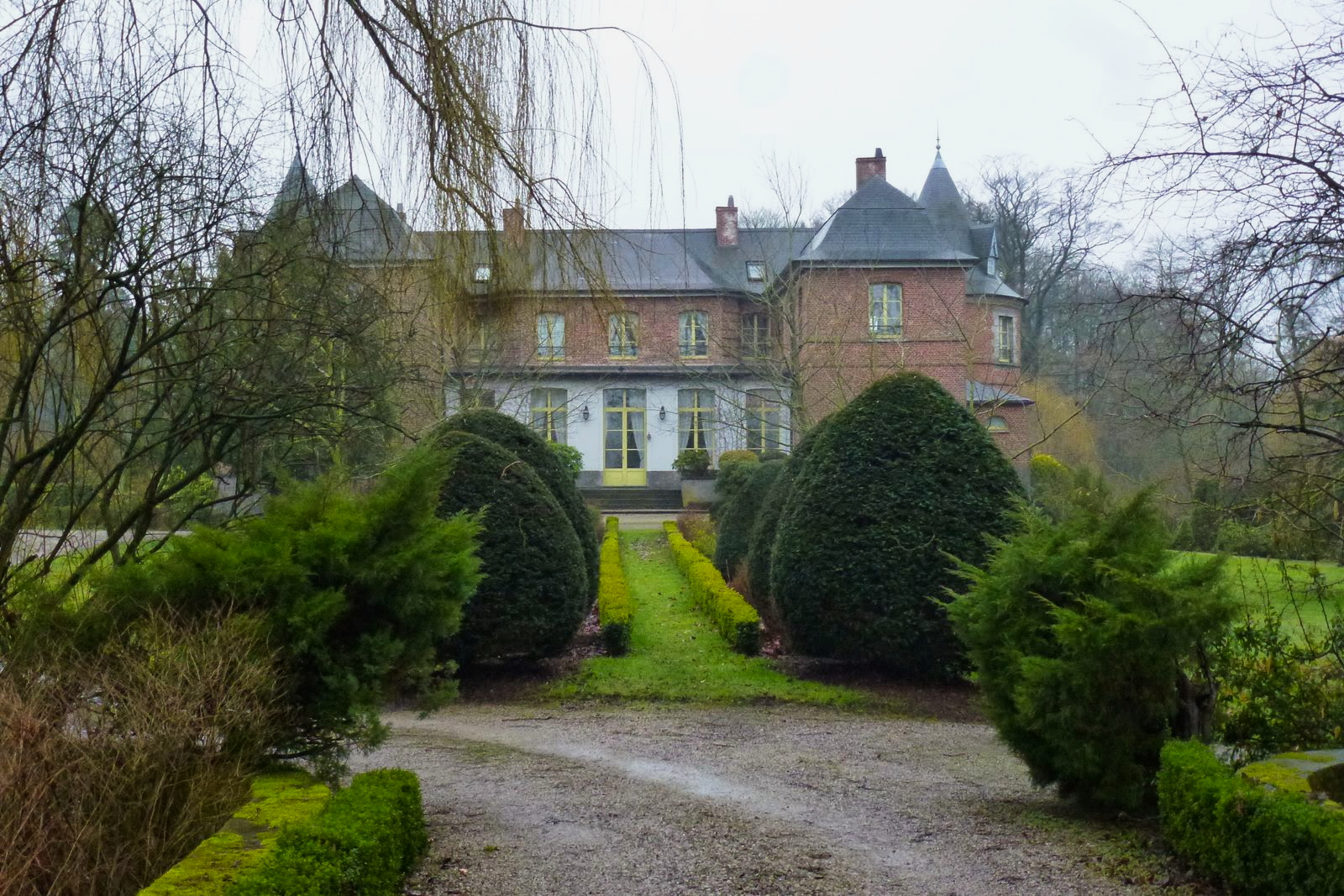
Le château du Fay (XVIIIes).

## Pour approfondir